# 阿爾比諾萊費足球俱樂部
阿爾比諾萊費足球俱樂部（義大利語：Unione Calcio AlbinoLeffe）是意大利的一家足球俱樂部。主場設在意大利倫巴第大區貝爾加莫省的阿爾比諾及萊費兩地。目前俱樂部參加意大利足球丙級聯賽的賽事。

## 歷史
俱樂部成立於1998年，是由當時意丁聯賽（Serie C2）的阿爾比諾足球俱樂部（Albinese Calcio）和萊費足球俱樂部（S.C. Leffe）兩隊合并誕生的。球隊在成立首年的1998/99年賽季獲得聯賽亞軍，更在升級附加賽擊敗摩德纳升級至意丙聯賽（Serie C1），2002/03年賽季再奪聯賽亞軍，升級附加賽首輪淘汰柏多华（Padova），決賽爆冷殺敗比萨（Pisa）升級至乙級聯賽（Serie B）。

## 榮譽
- 意職聯意大利盃（Coppa Italia Serie C）
  - 冠軍：2002年；
- 意丙A組
  - 亞軍：2002/03年；
- 意丁A組
  - 亞軍：1998/99年；

## 著名球員
- （1984-86年效力S.C. Leffe）
- （1992-93年效力S.C. Leffe）
- 朱塞佩·比亚瓦

## 外部連結
- 官方網站 （页面存档备份，存于）